# Дуга спостереження
Дуга спостереження — термін, що використовується в спостережній астрономії, найчастіше щодо відкриття та відстеження астероїдів і комет. Дуга спостереження — це довжина шляху, подоланого об'єктом під час його спостереження.
Дуга спостереження визначає, наскільки точно визначена орбіта об'єкта. Дуже короткій дузі спостереження може відповідати велика кількість орбіт на різних відстанях від Землі. Дуга спостереження деяких об'єктів була недостатньо великою, щоб можна було визначити, навколо чого обертається об'єкт — навколо Землі чи навколо Сонця, наприклад, у поясі астероїдів. Прикладом є об'єкт 2004 PR107, дуга спостереження якого спершу становила один день, і його спочатку вважали транснептуновою карликовою планетою, але тепер відомо, що насправді це астероїд основного поясу діаметром 1 км. Так само астероїдом головного поясу виявився об'єкт 2004 BX159, який спершу, через надто коротку триденну дугу спостереження, вважали астероїдом, орбіта якого перетинає орбіту Марса і який становить загрозу для Землі.
Якщо дуга спостереження об'єкта менше 30 днів, знайти його через рік після спостереження може бути складно.